# مکان‌یاب منبع یکسان
مکان‌یاب منبع یکسان (به انگلیسی: Uniform Resource Locator) یا یوآرال (به انگلیسی: URL) که به صورت محاوره‌ای نشانی وب نامیده می‌شود، یک ارجاع به یک منبع وب است که محل منبع را در یک شبکه رایانه‌ای مشخص می‌کند، و همچنین سازوکاری برای نحوهٔ واکشی منبع تهیه می‌بیند. یک URL نوع خاصی از شناسانه منبع یکسان (URI) است، اگرچه مردم عموماً آنها را به جای هم به کار می‌برند. URLها معمولاً برای ارجاع به صفحه‌های وب (http) دیده می‌شوند، اما می‌توان از آنها برای انتقال فایل (FTP)، ایمیل (mailto) دسترسی به پایگاه داده (JDBC) و خیلی از کاربردهای دیگر استفاده کرد. به دلیل آنکه URLها از «ترکیب نحوی همگانی» یکسانی استفاده می‌کنند، این مکان‌یاب‌های منبع، یکسان (Uniform) نامیده شده‌اند.
بیشتر مرورگرهای وب، URL یک صفحه وب را بالای صفحه در نوار آدرس نمایش می‌دهند. یک URL معمول می‌تواند قالب http://www.example.com/index.html را داشته باشد، که نشان دهندهٔ پروتکل (http)، یک نام میزبان (www.example.com) و یک نام فایل (index.html) است.
یوآراِل در سال ۱۹۹۰ توسط تیم برنرز-لی به عنوان بخشی از یوآرآی ساخته‌شد.

## ترکیب نحوی همگانی
ترکیب نحوی هر HTTP URL با ترکیب نحوی یک URI همگانی، منطبق است.

ترکیب نحوی همگانی URI شامل یک ترتیب سلسله مراتبی از پنج جزء می‌باشد:
```
URI = scheme:[//authority]path[?query][#fragment]

```

که در آن جزء متصدی به سه زیر جزء تقسیم می‌شود:
```
authority = [userinfo@]host[:port]

```

این موضوع در یک نمودار ترکیب نحوی به صورت زیر نمایش می‌یابد:

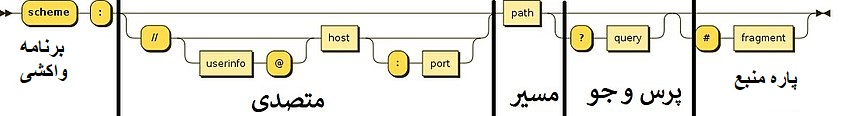
ترکیب نحوی همگانی برای URL.

URL شامل:

### برنامه (طرح) واکشی (Scheme)
یک جزء طرح غیر خالی، که بعد از آن کالن (:) می‌آید، شامل ترتیبی از نویسه‌ها است که با یک حرف شروع می‌شود، و با ترکیبی از از حروف، اعداد، جمع (+)، نقطه (.)، یا خط پیوند (-) ادامه می‌یابد. اگرچه طرح‌ها حساس به حالت نیستند، حالت رسمی، حروف کوچک است، و اسنادی که طرح‌ها را مشخص می‌کنند، باید از همین حروف کوچک استفاده کنند. مثال‌هایی از طرح‌های مردمی شامل: http, https, ftp, mailto, file, data و irc می‌باشد. طرح‌های URI، باید توسط متصدی انتساب اعداد در اینترنت (آیانا) ثبت گردند، اگرچه طرح‌های ثبت نشده در عمل استفاده می‌شوند.
درحالی‌که بیشتر طرح‌های URI از ابتدا برای استفاده با پروتکل ویژه‌ای طراحی شده‌اند، و معمولاً هم نام مشابهی دارند، آنها از نظر معنایی با پروتکل‌ها متفاوتند. برای مثال طرح http، معمولاً برای تعامل با منابع وب، با استفاده از HTTP استفاده می‌شود، اما طرح file، پرتوکلی ندارد.

### متصدی (Authority)
جزء متصدی اختیاری، که قبل از آن دو اسلش (//) می‌آید، شامل:

#### مشخصات کاربری (Userinfo)
یک مشخصات کاربری اختیاری که می‌تواند شامل یک نام کاربری و یک گذرواژه اختیاری باشد که قبل از آن یک کالن (:) می‌آید و بعد از آن یک نماد ات (@) می‌آید. استفاده از فرمت username:password در مشخصات کاربری به دلایل امنیتی منسوخ شده‌است. برنامه‌های کاربردی نباید هیچ داده‌ای را به عنوان متن عادی، بعد از کالن اول (:) که در زیرجزء مشخصات کاربر دیده می‌شود تحویل دهند، مگر آنکه داده‌ای که بعد از کالن می‌آید، یک رشتهٔ خالی باشد (نشان دهندهٔ نبود گذرواژه).

#### میزبان (Host)
یک زیرجزء میزبان(host)، شامل یا یک نام ثبت شده (شامل اما نه محدود به یک نام میزبان)، یا یک آدرس IP. آدرس‌های IPv4 باید در نشانه گذاری نقطه-عددی، و آدرس‌های IPv6 باید در براکت ([]) قرار گیرند.

#### درگاه (Port)
یک درگاه (port) اختیاری که قبل ار آن یک کالن می‌آید (:).

### مسیر (Path)
یک جزء مسیر، شامل یک ترتیب از بندهای مسیر که توسط اسلش (/) جداسازی می‌شوند. یک مسیر همیشه برای یک URI تعریف می‌شود، اگرچه مسیر تعریف شده می‌تواند خالی باشد (طول صفر). یک بند می‌تواند خالی باشد، و این منجر به دو اسلش پشت سر هم (//) در جزء مسیر می‌شود. یک جزء می‌تواند مشابه یا دقیقاً متناظر با یک مسیر سیستم فایل باشد، اما همیشه به معنی یک رابطه به یکی از آنها نیست. اگر یک جزء متصدی موجود باشد، آنوقت جزء مسیر باید یا خالی باشد، یا با یک اسلش (/) شروع شود. اگر جزء متصدی موجود نباشد، آنوقت مسیر نمی‌تواند توسط یک بند خالی (یعنی با دو اسلش //) شروع شود؛ زیرا این نویسه‌ها می‌تواند می‌تواند به صورت یک جزء متصدی تفسیر شود. بند نهایی یک مسیر «حلزونی» یا slug نامیده می‌شود.

### پرس‌وجو (Query)
یک پرس‌وجوی اختیاری که قبل از آن علامت سؤال (؟) می‌آید، و شامل یک رشته پرس‌وجو برای دادهٔ غیر سلسله مراتبی است. ترکیب نحوی آن خوش-تعریف نیست، اما رسم آن است به صورت معمول یک ترتیب از جفت‌های ویژگی-مقدار باشد که توسط یک حائل از هم جدا می‌شوند.

### پاره منبع (Fragment)
یک «پاره‌منبع» اختیاری که قبل از آن هش (#) می‌آید. این پاره‌منبع شامل یک شناسه به پاره‌منبع است که مسیری به یک منبع ثانویه تهیه می‌کند، مثال آن عنوان بخش در یک مقاله است، که توسط یک پاره‌منبع URI شناسایی می‌شود. وقتیکه منبع اولیه یک سند HTML است، باقی‌مانده ویژگی id برای یک عنصر خاص است، و مرورگر وب، این عنصر را به دید اسکرول می‌کند (Scroll).
***
با توجه به ناهمگون بودن سیستم‌های عامل و کامپیوترها در دنیا، به عنوان یک نیاز بنیادی باید بتوان فایل‌ها و پروسه‌ها را از لحاظ سبک نام گذاری و محل استقرار آن‌ها بر روی یک ماشین، هماهنگ و استاندارد کرد؛ یعنی یک روش آدرس دهی برای هر منبع انتخاب شود به گونه‌ای که بتواند به سه سؤال برای هر فایلی در دنیا پاسخ دهد
- نام فایل (منبع) چیست؟
- محل دقیق ذخیره شده فایل (منبع) کجاست؟
- به چه روشی باید به فایل (منبع) دسترسی داشت و طبق چه قاعده‌ای می‌توان آن را انتقال داد؟

آدرس URL شامل سه قسمت اصلی اساسی است:
الف) شناسهٔ پروتکل که به آن پروتکل انتقال نیز گفته می‌شود.
ب) نام ماشینی که فایل روی آن قرار دارد.
ج) شاخه (دایرکتوری) و نام فایل
نام ماشین سرویس دهنده در URL می‌تواند با آدرس IP معادل با آن جایگزین شود؛ ولی استفاده از آدرس IP به جای نام نمادین مرسوم نیست زیرا به راحتی به خاطر سپرده نمی‌شود ولی در مجموع امکان‌پذیر است و چون نیازی به ترجمهٔ نام حوزه ندارد طبیعتاً اندکی سریع تر عمل می‌کند.
توصیه مؤکد این است که سعی کنید تمامی حروف آدرس URL را کوچک وارد کنید مگر آنکه صریحاً به صورت حروف بزرگ معرفی شده باشند.
برخی از پروتکل‌های انتقال که در آدرس URL قابل تعریف هستند:
http مورد استفاده در انتقال صفحات ابرمتن
ftp مورد استفاده در انتقال فایل
file مورد استفاده در فایل‌های محلی
news مورد استفاده در گروه‌های خبری
telnet مورد استفاده در تل نت

## رابطه بینURL(یوآرال)، URN (یوآران) وURI(یوآرآی)

رابطه بین URN, URL و URI

یک نام منبع یکسان (URN) یک نوع URI است که یک منبع را در یک فضای نام ویژه، با نام آن شناسایی می‌کند. از URN می‌توان برای صحبت دربارهٔ یک منبع، بدون توجه به محل آن یا نحوهٔ دسترسی به آن استفاده کرد. برای مثال، در یک سیستم شماره استاندارد بین‌المللی کتاب (ISBN)، شمارهٔ ISBN 0-486-27557-4 یک ویرایش خاص از نمایشنامه شکسپیر رومئو و ژولیت را شناسایی می‌کند. URN برای آن ویرایش urn:ISBN 0-486-27557-4 می‌باشد. با این حال، این عدد هیچ اطلاعاتی دربارهٔ محل یافتن یک کپی از آن کتاب را نمی‌دهد.
یک مکانیاب منبع یکسان (URL) یک نوع URI است که هم روش عمل کردن در برابر و هم روش به دست آوردن یک نمایش از منبع را مشخص می‌کند، یعنی هم سازوکار دسترسی اولیه و هم محل شبکهٔ آن را مشخص می‌کند. برای مثال، URL با آدرس http://example.org/wiki/Main_Page به یک منبع که با /wiki/Main_Page شاسایی می‌شود ارجاع می‌کند، که نمایش آن، در قالب HTML و کدهای مرتبط، از طریق پروتکل انتقال ابرمتن (http:) از یک میزبان شبکه که نام دامنه ی آن example.org قابل دسترسی است.

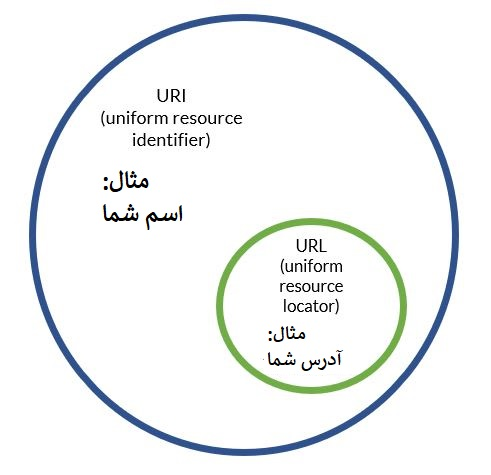
رابطهٔ بین URI و URL.

URN می‌تواند با نام یک فرد مقایسه شود، درحالی‌که URL می‌تواند با آدرس خیابان او مقایسه شود. به زبان دیگر، URN یک آیتم را شناسایی می‌کند، و URL یک روش برای یافتن آن تهیه می‌کند.

نشریات فنی، مخصوصاً استانداردهای تولیدشده توسط IETF و W3C، معمولاً یک دید عنوان شده در پیشنهاد W3C در سال ۲۰۰۱، را بازتاب می‌دهند، که در این دید ارجحیت عبارت URI نسبت به قبول هر تقسیم‌بندی رسمی به URL و URN را می‌پذیرد.
| « | URL یک مفهوم مفید اما غیررسمی است: یک URL یک نوع URI است که منبع را از طریق یک نمایش از سازوکار دسترسی اولیه آن (مثل «محل» شبکه آن)، و نه از طریق ویژگی‌های دیگری که ممکن است داشته باشد، شناسایی می‌کند. | » |

بنابراین، یک URL به سادگی یک URI است که برای اشاره به یک منبع روی یک شبکه استفاده می‌شود. با اینحال، در زمینه‌های غیر فنی، و در نرم‌افزارها برای وب جهان‌گستر، از عبارت URL بسیار استفاده می‌شود. بعلاوه، عبارت «آدرس وب» (که هیچ تعریف رسمی ندارد) معمولاً در نشریات غیر فنی، به عنوان مترادفی برای URI، که از طرح‌های http یا https استفاده می‌کند، دیده می‌شود. این فرضیات می‌تواند منجر به سردرگمی شود، برای مثال در فضای نام XML که یک مشابهت دیداری با URIهای قابل حل دارند، این سردرگمی دیده می‌شود.

خصیصه‌های ایجاد شده توسط WHATWG، عبارت URL را به URI ترجیح می‌دهد، و بنابراین API‌های HTML5 جدیدتر از URL به جای URI استفاده می‌کنند.
| « | روی عبارت URL استانداردسازی شده‌ایم. URI و IRI (شناسه منبع بین‌المللی) سردرگم کننده اند. در عمل یک الگوریتم مشابه برای هر دو استفاده می‌شود، بنابراین جداسازی آنها به هیچ‌کس کمکی نمی‌کند. URL در رقابت مردمی بودن نتایج جستجو برنده شده‌است. | » |

## آدرس پاک
آدرس‌های پاک، آدرس‌های آرام، آدرس‌های کاربر پسند یا آدرس‌های سئوپسند به آدرس‌هایی گفته می‌شوند که به راحتی قابل خواندن باشند و شامل هیچ رشتهi جستجو (Query string) یا پارامترهای آدرس (URL parameters) نباشند.
به عنوان نمونه یک آدرس ناپاک و شامل رشته جستجو:
```
http://example.tld/index.php?route=account/login
```

آدرس پاک نمونه بالا به صورت زیر است.
```
http://example.tld/login
```

### نمونه‌ها
نمونه‌هایی از آدرس‌های "ناپاک " و "پاک " در زیر موجود است:
class="wikitable    "

### اهمیت
یکی از دلایل استفاده از آدرس‌های پاک و سئوپسند تضمینی برای منابع وب با آدرس‌هایی که برای سالیان سال ثابت باقی می‌مانند، که باعث می‌شود که وب جهان‌گستر یک سیستم با ثبات‌تر و مفیدتر، به یاد ماندنی‌تر، منطقی‌تر، آسان‌تر و انسان‌محورتر، با طول عمری بیشتر داشته باشیم. بازدیدکننده‌ها آدرس‌های پاک را به آدرس ناپاک ترجیح می‌دهند. (به همین دلیل) موتورهای جستجوگر آن‌ها را نیز ترجیح می‌دهند. کلمات کلیدی موجود در آدرس‌های پاک، اغلب در شناسایی ارتباط صفحه با کلمه مورد جستجو واقع شده در موتورهای جستجوگر استفاده می‌شود.
آدرس‌های پاک ایندکس و خزش خیلی آسان‌تری از خزش و ایندکس یک آدرس کثیف دارند. آدرس‌های پاک مشوقی برای کلیک در نتایج جستجو است. کاربران به احتمال زیاد بر روی آدرس‌های پاک کلیک خواهند کرد؛ چون آن‌ها به آسانی قابل درک و مرتبط به نظر می‌رسند. به ویژه آن‌هایی که با استفاده از کلمات کلیدی در آدرس برجسته شده‌اند.